# Wolfgang Hönig

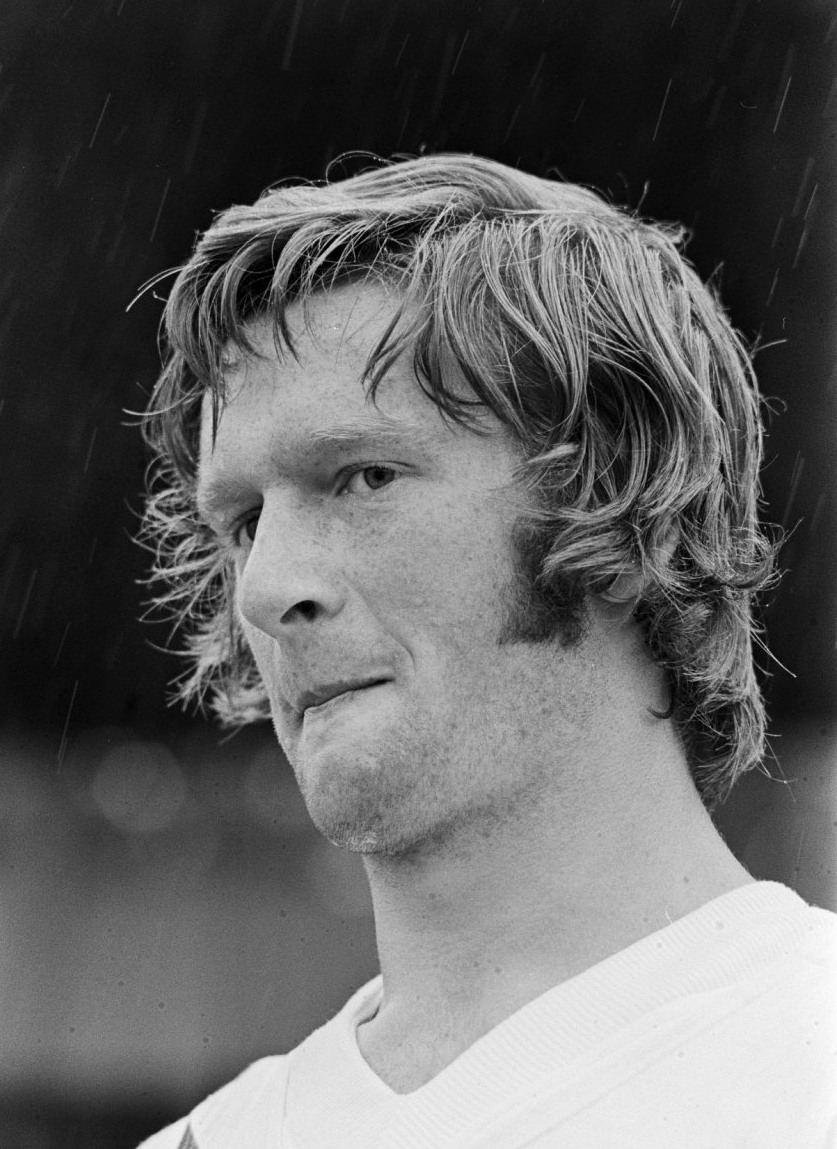
Wolfgang Hönig 1974

Wolfgang Hönig (* 21. Januar 1954) war 1974 der erste deutsche Einer-Weltmeister im Rudern.

## Karriere
Der Ruderer vom SC Chemie Halle war 1971 Juniorenweltmeister im Einer, 1972 belegte er den vierten Platz. 1973 und 1974 belegte er im Doppelvierer den zweiten Platz bei den DDR-Meisterschaften, gewann aber 1974 den DDR-Meistertitel im Einer. Bei den Ruder-Weltmeisterschaften 1974 in Luzern gewann er den Weltmeistertitel im Einer vor dem US-Amerikaner James Dietz und Mykola Dowhan aus der Sowjetunion.
1975 gewannen Christof Kreuziger, Stefan Weiße, Wolfgang Hönig und Wolfgang Güldenpfennig die DDR-Meisterschaft im Doppelvierer. Bei den Ruder-Weltmeisterschaften 1975 in Nottingham siegten die vier Ruderer vor den Booten aus der Tschechoslowakei und der Sowjetunion. Von diesem Doppelvierer stand 1976 nur Wolfgang Güldenpfennig in der Olympiamannschaft der DDR. Wolfgang Hönig konnte sich nach 1975 nicht mehr bei DDR-Meisterschaften platzieren.